# Achiel Van Malderen
Achiel Van Malderen (30 september 1945) is een Vlaamse acteur en toneelregisseur.

## Biografie
Hij is vooral actief in de theaterwereld, onder meer bij NTGent. In 1973 speelde hij in de film De Loteling van Roland Verhavert. Ook op televisie speelde hij gastrollen in Zone Stad, Recht op Recht, in de populaire serie FC De Kampioenen, waar hij een aantal keer verscheen als dierenarts André Van Tichelen, en in enkele andere Vlaamse reeksen.

## Televisie
Zone Stad
Recht op Recht,
FC De Kampioenen - als André Van Tichelen

## Film
De Loteling (1973)